# Davide Gabburo
Davide Gabburo, né le 1er avril 1993 à Bovolone (Vénétie), est un coureur cycliste italien.

## Biographie
Issu d'une famille de pratiquants, Davide Gabburo commence le cyclisme à l'âge de 7 ans (G2).
En 2021, il rejoint l'équipe Bardiani CSF Faizanè. Il s'impose dès le mois de février sur le Grand Prix Alanya (1.2) en Turquie.

## Palmarès et résultats

### Palmarès par année
- 2011
  - 3e du Trofeo San Rocco
  - 3e du championnat d'Italie de scratch juniors
- 2014
  - 2e étape du Grand Prix cycliste de Gemenc
  - 3e du Giro del Canavese
- 2015
  - Gran Premio Comune di Cerreto Guidi
  - 2e du championnat d'Italie sur route espoirs
  - 2e de la Coppa Messapica
  - 3e du Trofeo Banca Popolare di Vicenza
  - 3e du Gran Premio Palio del Recioto
  - 3e du Mémorial Gerry Gasparotto
  - 3e du Grand Prix de la ville de Bosco Chiesanuova
- 2016
  - Coppa Fiera di Signa
  - 2e de la Coppa Varignana
  - 3e de la Coppa Penna
  - 3e du Giro del Piave
- 2017
  - Grand Prix de la ville d'Empoli
  - Giro delle Due Province
  - Gran Premio Città di Lastra a Signa
  - 2e du Trophée de la ville de Malmantile
  - 2e de la Coppa Giulio Burci
  - 2e du Trofeo SC Corsanico
  - 3e de la Coppa Collecchio
  - 3e de la Coppa 29 Martiri di Figline di Prato
- 2019
  - 3e du Grand Prix Slovenian Istria
  - 7e de Eschborn-Francfort
- 2021
  - Grand Prix Alanya
- 2024
  - 4e étape du Tour d'Istanbul

### Résultats sur les grands tours

#### Tour d'Italie
3 participations
- 2021 : 106e
- 2022 : 53e
- 2023 : 64e

### Classements mondiaux
| Année                                 | 2015 | 2016 | 2017  | 2018  | 2019 | 2020 | 2021 | 2022 | 2023  | 2024  |
| ------------------------------------- | ---- | ---- | ----- | ----- | ---- | ---- | ---- | ---- | ----- | ----- |
| Classement mondial                    |      | nc   | 2725e | 1188e | 290e | 379e | 415e | 605e | 1037e | 1561e |
| UCI Europe Tour                       | 423e | nc   | 1701e | 908e  | 237e | 311e | 342e | 468e | nc    | nc    |
| UCI Asia Tour                         | nc   | nc   | nc    | 435e  |      |      |      |      |       |       |
| UCI America Tour                      | nc   | nc   | nc    | 334e  |      |      |      |      |       |       |
|                                       |      |      |       |       |      |      |      |      |       |       |
| Légende : nc = non classéSource : UCI |      |      |       |       |      |      |      |      |       |       |